# 1-ヘプタノール
1-ヘプタノール (1-heptanol) は、構造式がCH3(CH2)6OHで表される7炭素鎖のアルコールである。なお、ヒドロキシル基の位置の関係で、第一級アルコールに分類される。常温常圧においては、無色透明の液体で水にはほとんど溶けないが、ジエチルエーテルとエタノールには混和する。芳香を持つため化粧品や香料に使われる。消防法に定める第4類危険物 第3石油類に該当する。

## その他
1-ヘプタノールは、ジャガイモを原料として作った酒に含まれるフーゼル油（酒に含まれるエタノールよりも沸点の高い揮発性成分の総称）に含まれることでも知られている。